# Nino Katamadzé
Nino Katamadzé (géorgien : ნინო ქათამაძე) est une chanteuse géorgienne de jazz, née en 1972.

## Discographie
- Ordinary Day
- Nino Katamadze & Insight